# Quartetto Cetra

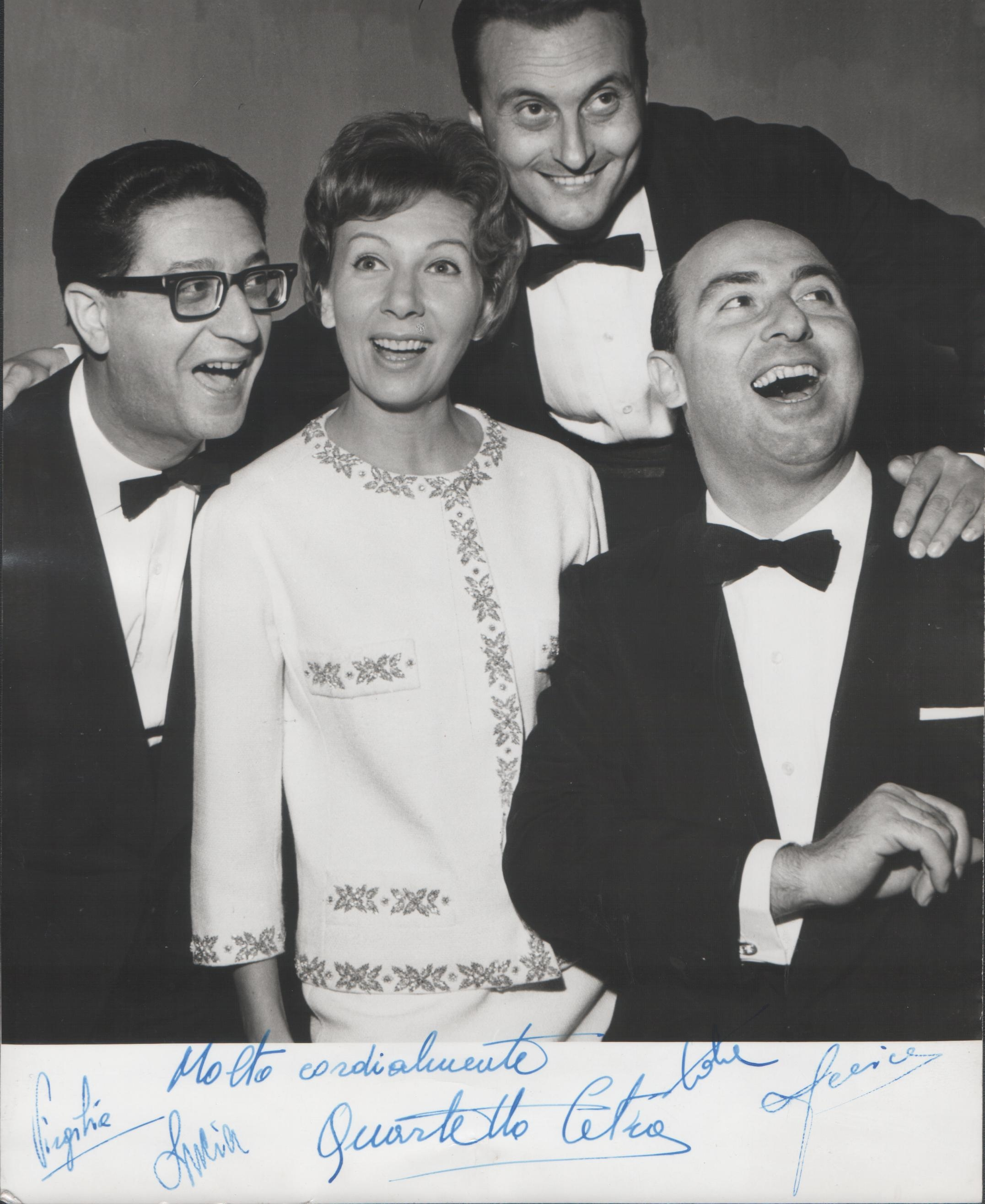
In Belgrad, etwa 1950. Von links nach rechts: Savona, Mannucci, Giacobetti und Chiusano

Das Quartetto Cetra war ein Jazz-Gesangsquartett aus Italien, welches von 1941 bis 1988 aktiv war.
Das Debüt der Gruppe, noch unter dem Namen „Quartetto Egie“, fand am 27. Mai 1940 im Valle Teatro in Rom statt. Das „Egie“ entstammte den Vornamen der ersten vier Mitglieder. Als Jacomelli die Band verließ, wurde der Namen in „Quartetto Ritmo“ umbenannt; und als Chiusano eintrat, fand die Gruppe zum definitiven Namen „Quartetto Cetra“.
Die Gruppe wurde in Italien unter anderem dafür bekannt, dass sie für die italienische Fassung des Disney-Filmes Dumbo (1941) die Chorstücke aufnahmen. Sie erhielten daraufhin einen lobenden Brief von Walt Disney. Darauf folgten weitere Vertonungen von Disney-Filmen, wie zum Beispiel Make Mine Music, Musik, Tanz und Rhythmus und Der Zauberer von Oz (1939).
Der frühe Stil der Band entsprach jenem der Mills Brothers.

## Mitglieder
- Enrico Gentile
- Giovanni Giacobetti (Texter)
- Iacopo Jacomelli
- Enrico de Angelis
- Lucia Mannucci (die Ehefrau Savonas, ersetzte de Angelis, als er in die Armee einrückte)
- Antonio Virgilio Savona (Komponist, ersetzte Jacomelli)
- Felice Chiusano (ersetzte Gentile)